# Marc Uyttendaele
Marc Uyttendaele (1961) è un avvocato belga del Barreau di Bruxelles. È anche professore ordinario presso l'Université libre de Bruxelles e presidente del Centro di diritto pubblico di questa università. 
È anche saggista, romanziere e giornalista del magazine bimensile Gentleman. Si è specializzato in questioni costituzionali, per le quali ha scritto diversi libri. Allo stesso tempo, viene spesso interrogato dai media sugli eventi politici attuali e commentato a Le Soir.

## Biografia

### Attività legale
È intervenuto a nome dello Stato belga e di vari organi federali in casi di giustizia molto mediatici. Ha rappresentato la querelante birmana contro TotalFinaElf sulla base della legge sulla competenza universale, dopo che la magistratura belga declinò la giurisdizione. Nel 2007, lui e il suo collega Laurent Kennes hanno rappresentato le famiglie dei dieci paracadutisti massacrati il 7 aprile 1994 a Kigali.
È anche l'avvocato Martine Doutrewe, giudice incaricato di indagare sulla scomparsa di Julie e Melissa in connessione con l'Affare Dutroux, di Elio Di Rupo, ex primo ministro del governo belga, di Guy Spitaels, politico belga francofono socialista che si è dimesso a seguito del cosiddetto caso di corruzione dell'Affare Agusta, e di Olivier Pirson, un soldato accusato di avvelenamento e di avver affogato i suoi figli e alla fine assolto. Ha anche difeso Habran Marcel Fernand Koekelberg e Mishka Defonseca.
Marc Uyttendaele è l'avvocato di Jean-Charles Luperto che, dal 2014, è accusato di offendere la morale in presenza di minori di 16 anni..
Nel 2015 entra a far parte del team di avvocati che difendono Delphine Boël in un procedimento causa di paternità contro il suo padre legale,  il Jonkheer Jacques Boël, e in riconoscimento della paternità contro l'uomo che considera il suo padre biologico, re Alberto II.
È stato incaricato nel 2016 da Bernard Wesphael di difendere i propri interessi nei confronti di alcuni media hanno violato la presunzione di innocenza durante il suo processo è stato assolto per mancanza di prove, in seguito alla morte della moglie, dove è stato l'unico suspettato.

### Vita privata
È sposato con l'ex ministro socialista Laurette Onkelinx ed è padre del senatore Julien Uyttendaele.

## Pubblicazioni

### Diritto
- 30 leçons de droit constitutionnel, Bruylant, Bruxelles, 2011.
- Précis de Droit constitutionnel Belge - Regards sur un système institutionnel paradoxal, 3e éd., Bruylant, Bruxelles, 2005.
- Regards sur la démocratie locale en Wallonie - Les nouvelles règles applicables aux communes, aux CPAS et aux provinces, Les inédits de droit public, Bruylant, 2006, en collaboration avec N. Uyttendaele et J. Sautois
- « Du réflexe salutaire à l’ivresse du pouvoir – Premières réflexions sur les arrêts de la Cour de cassation Église universelle du Royaume de Dieu et FJ », J.L.M.B., 2006, p.1554 à 1564.
- « Le pouvoir politique et le pouvoir juridictionnel ou comment contrôler les mauvais élèves de la classe », Mélanges offerts à Paul Martens, Larcier, 2006, p.822 à 839.
- « Protection du parlementaire ou protection de l'institution parlementaire ? » in La Constitution hier, aujourd’hui et demain, Sénat de Belgique, 2006.
- « Un face-à-face entre le pouvoir politique et le pouvoir judiciaire - Réflexions sur la nature et la mise en œuvre des régimes de protection relative des ministres et des parlementaires », C.D.P.K., 2005, p.265 à 274.
- « Les avantages sociaux dans la tourmente de la jurisprudence où le décret du 7 juin 2001, à l’épreuve de la réalité », J.L.M.B., 2005, p.573 à 581.
- « Le décret du 7 juin 2001 relatif aux avantages sociaux et les arrêts de la Cour d’appel de Liège du 20 décembre 2004 – Examen clinique d’une jurisprudence militante», Enseignement provincial – Enseignement communal, revue du Conseil de l’enseignement des communes et des provinces, janvier-février 2005, p.6 à 16.
- « La procédure de révision de la Constitution belge en question », Anuario iberoamericano de Justicia constitutional, 2005/9.
- « Un face-à-face entre le pouvoir politique et le pouvoir judiciaire - Réflexions sur la nature et la mise en œuvre des régimes de protection relative des ministres et des parlementaires », C.D.P.K., 2005, p.265 à 27
- « Les avantages sociaux dans la tourmente de la jurisprudence où le décret du 7 juin 2001, à l'épreuve de la réalité », J.L.M.B., 2005, p.573 à 581.
- « Le décret du 7 juin 2001 relatif aux avantages sociaux et les arrêts de la Cour d'appel de Liège du 20 décembre 2004 - Examen clinique d'une jurisprudence militante », Enseignement provincial - Enseignement communal, revue du Conseil de l'enseignement des communes et des provinces, janvier-février 2005, p.6 à 16.
- « Petite modification contre l'arriéré judiciaire », Le journal du juriste, n°42, 24 mai 2005, p.7.
- « Réflexions à froid sur un petit coup d'État jurisprudentiel », note sous Bruxelles, 28 juin 2005, J.L.M.B., 2005, p.1590 à 1600.
- «L’article 195 de la Constitution – Le diagnostic ou comment aménager au mieux le potlatch», in Delperée, Francis (éd.), La procédure de révision de la Constitution, Bruylant, Bruxelles, 2003, p.33-43.

### Altro
- Un lendemain matin, Éditions Luce Wilquin, Bruxelles, 2006
- La Belgique racontée à Noa, Éditions Le grand Miroir, Bruxelles, 2002
- Quand politique et droit s'emmêlent, en collaboration avec Anne Feyt, Éditions Luc Pire, 2005
- Quand politique et droit s'emmêlent - dossiers 2006, en collaboration avec Anne Feyt, Éditions Luc Pire, 2006
- Dix jours en février, Éditions Luce Wilquin, 2007
- Marc Uyttendaele, Anne Feyt, François De Brigode, Instantanés de la politique belge 2007- 2008, Bruxelles, Éditions Racine, 2008,  p. 192, ISBN 978-2-87386-570-2.